# Eivind Arnevåg
Eivind Arnevåg (31 luglio 1961) è un ex calciatore norvegese, di ruolo centrocampista.

## Carriera

### Club
Arnevåg ha vestito la maglia del KFUM Oslo dal 1978 al 1985. Dal 1986 al 1989 è stato in forza al Vålerengen. Dal 1990 al 1991 ha militato nelle file del Lillestrøm.